# Dieric Bouts
Dieric Bouts il vecchio (Dirk o Dierick) (Haarlem, 1415 circa – Lovanio, 6 maggio 1475) è stato un pittore olandese.

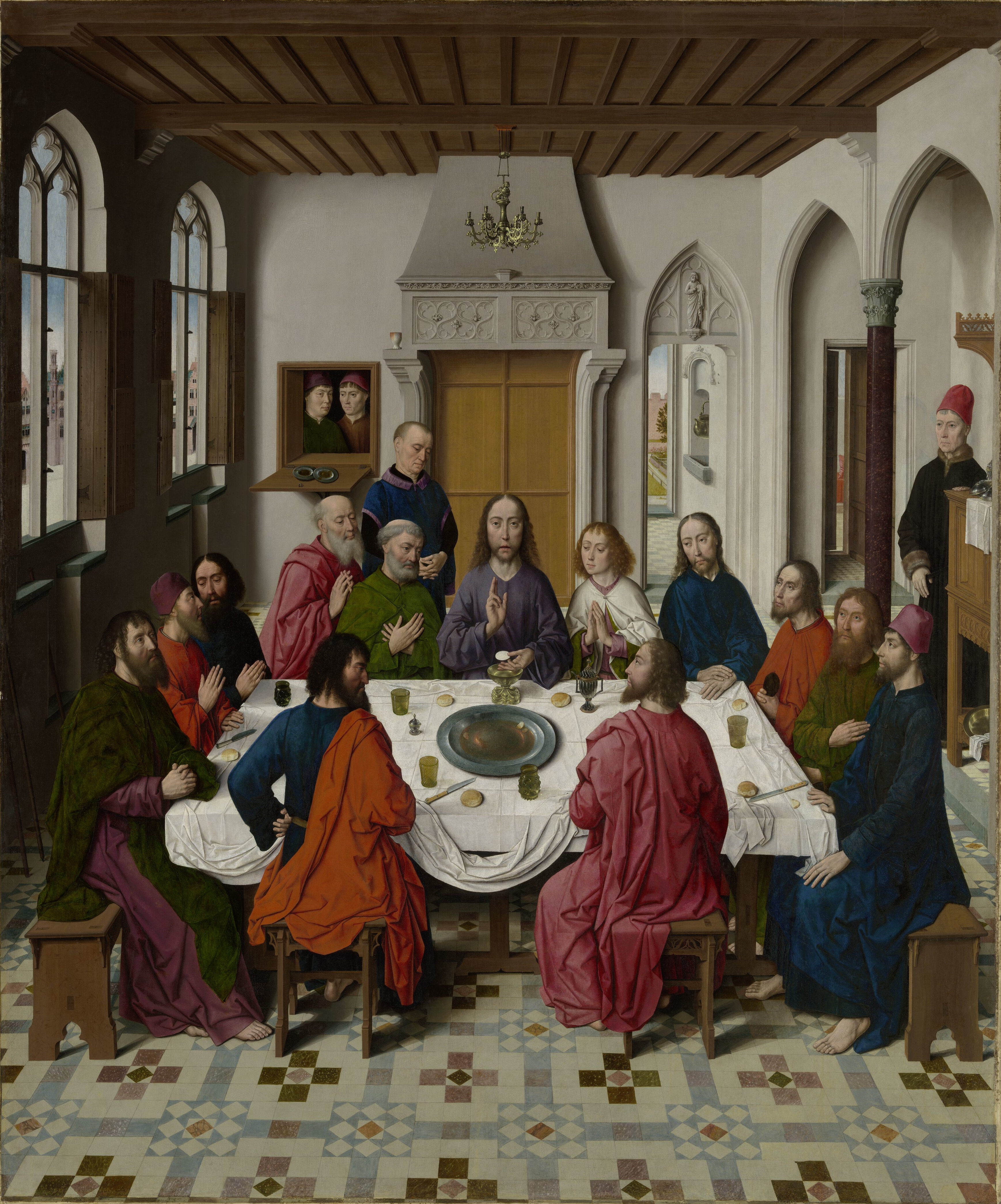
L'ultima cena, pannello centrale del polittico Trittico del Santissimo Sacramento, collegiata di San Pietro, Lovanio.

Insieme a Hans Memling, è considerato il più importante seguace di Rogier van der Weyden; il luogo di origine, come pure la data di nascita, non sono certi.

## Biografia
Pur essendo probabilmente nato ad Haarlem (Paesi Bassi) e avendo fatto il proprio tirocinio nella stessa città, Bouts è sempre associato a Lovanio, sede della prestigiosa Università, città nella quale visse e per la quale lavorò per quasi tutta la vita. Al più tardi nel 1448 vi sposa Katharina van der Brugghen (soprannominata Metten Ghelde approssimativamente traducibile come Coi Quattrini), ereditiera proveniente da una rispettabile famiglia della città, il che dimostra il prestigio acquisito e, probabilmente, una certa agiatezza. La prima menzione ufficiale di Bouts nei documenti di Lovanio è del 1457: "Dieric Bouts schildere" (Dieric Bouts, pittore).
In quel periodo Bouts è agli inizi della fase centrale della sua attività, poiché tra 1464 e 1467 lavorerà al suo capolavoro, l'Ultima Cena, conservata nella Collegiata di San Pietro, per la quale il contratto specificava che il pittore avrebbe eseguito l'opera di persona (il che sembra indicare che disponeva di una fiorente bottega) e che due professori di teologia dell'Università avrebbero collaborato all'impianto iconografico. La moglie, prima di morire nel 1472, gli darà quattro figli, di cui Dieric II e Albrecht diverranno a loro volta pittori. Mortagli la prima moglie, si risposa nel 1473 con Elisabeth Van Voshem, da cui non avrà figli.

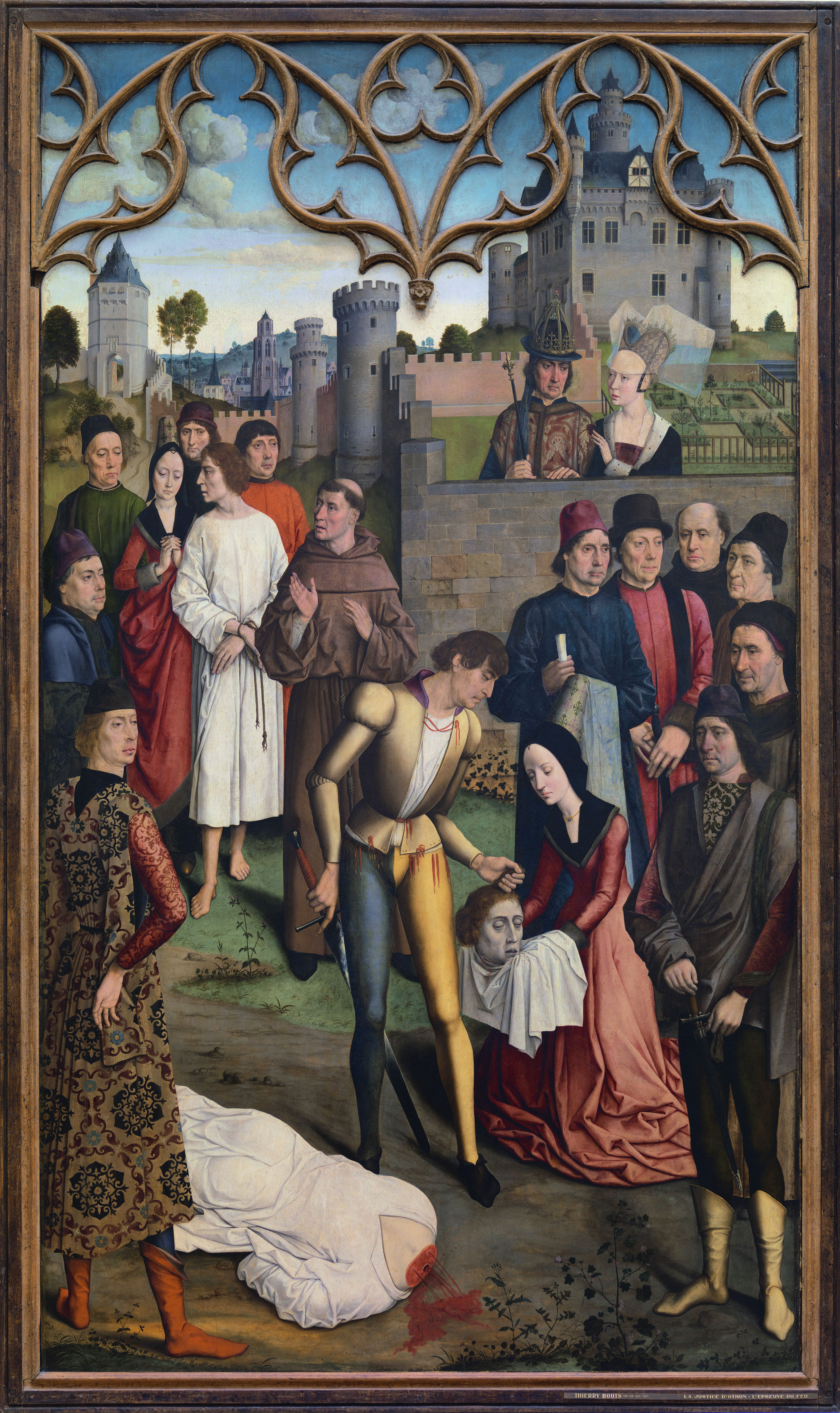
Pannello sinistro del Giudizio di Ottone

Nel 1468 la città di Lovanio lo nomina pittore ufficiale della città; circa nello stesso periodo gli commissiona quattro grandi dipinti da esporre nel Tribunale; due soli vennero completati ed esposti; come spesso avveniva nelle Fiandre, costituiscono un ammonimento ai giudici, che potevano vederli appesi di fronte ai loro seggi; la scelta dell'episodio da raffigurare, anche stavolta fatta da un esperto prescelto dal committente, raffigura Il giudizio dell'imperatore Ottone: la moglie dell'imperatore, respinta da un conte, lo calunnia e ne ottiene la decapitazione; la moglie del conte giura al marito che ne sosterrà l'innocenza di fronte a Dio e si fa consegnare la testa mozzata (pannello di sinistra). L'imperatore riceve la contessa che, con la testa del marito in una mano, tiene in mano senza danno una sbarra di metallo incandescente; l'imperatrice verrà condannata (nello sfondo) a morire sul rogo (pannello destro). I ricchi pannelli sono conservati al Museo Reale di Belle Arti di Bruxelles. Il pannello di destra è talvolta attribuito a suo figlio Dieric II.

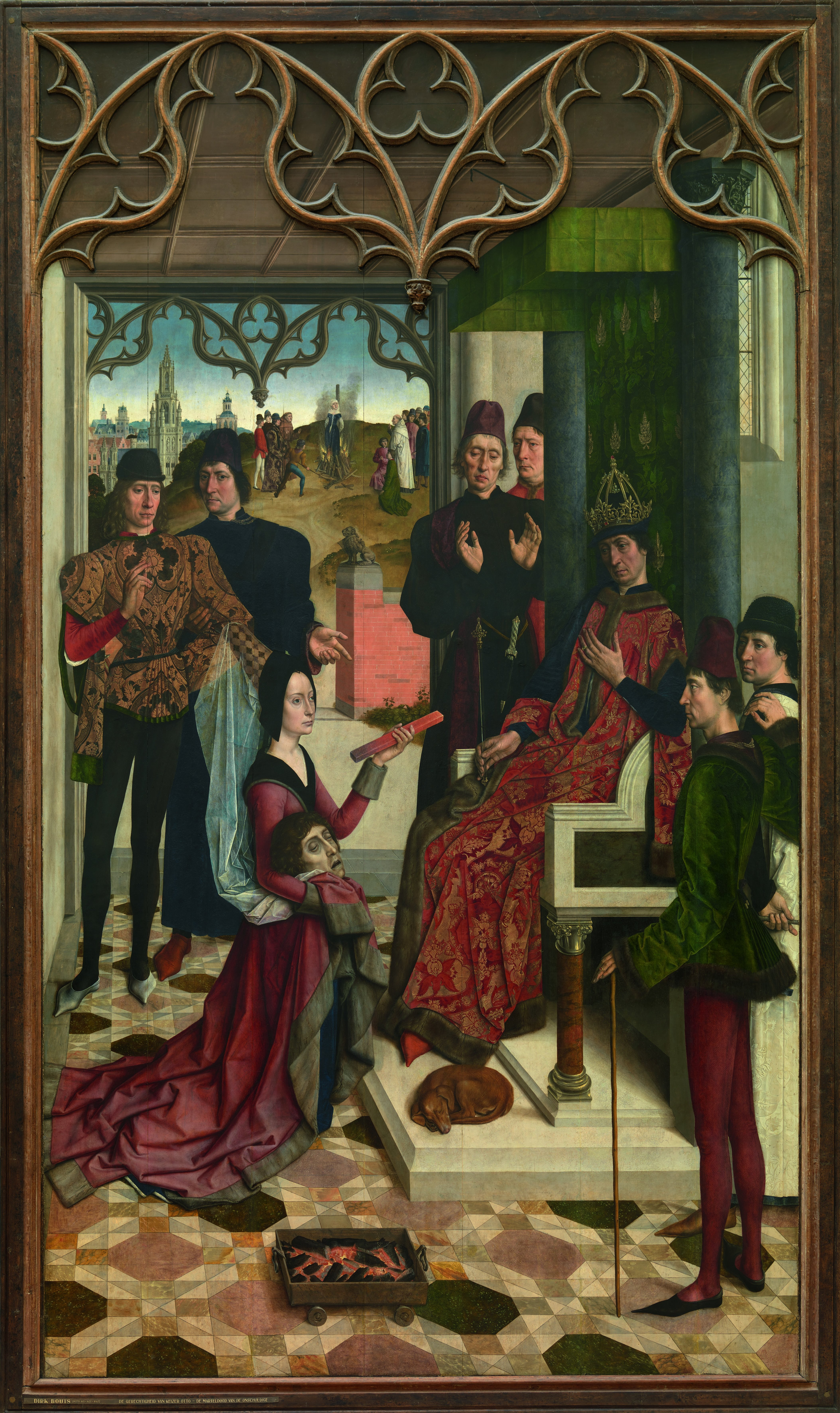
Pannello destro del Giudizio di Ottone

L'atmosfera internazionale delle Fiandre nel XV secolo contribuisce alla diffusione già durante la sua vita di opere di Bouts e della sua bottega in gran parte d'Europa; nonostante la sua vita sia trascorsa quasi tutta a Lovanio Bouts gode ben presto di una certa notorietà: sue opere sono al centro dell'interesse anche molto dopo la sua morte; un esempio ne è Il Trittico della Vergine del Prado, donato da Filippo II nel 1548 al monastero dell'Escorial il che dà la misura dell'apprezzamento tributato al pittore fiammingo, giudicato degno di adornare le tombe reali spagnole, il polittico (nonostante sia noto come trittico è composto di quattro scene) comprende Annunciazione, Visitazione, Natività ed Epifania.
L'influenza di Rogier traspare nella costruzione pittorica delle scene bibliche inserite nella incassatura dell'arcone, dalla creazione di Eva al peccato originale, nella messa in scena della visitazione; di derivazione eyckiana invece l'attenzione alla luce (i riflessi del lampadario nell'Annunciazione, le masse d'aria nelle scene di esterni) e la vivace policromia. Bouts è invece profondamente originale nel suo gusto plastico, quasi cubizzante, delle figure, dei visi dell'Angelo e di Maria. Il quadro, nella sua completezza, offre una sensazione di pace, di velata spiritualità impreziosite dalle scultoree enormi ali dell'Angelo e dalla profonda umanità dei due personaggi.
La pittura di Bouts è molto influenzata da Van der Weyden; non è certo che Bouts fu materialmente suo allievo, ma le opere del Maestro di Tournai sono sempre presenti nel suo immaginario artistico; Bouts porterà avanti alcuni tratti caratteristici di Rogier, come la tipizzazione dei volti (in contrasto con l'individualizzazione perseguita da Jan Van Eyck), l'isolamento delle figure chiave, le espressioni quiete e riflessive dei personaggi. La cura tutta fiamminga che egli dedica ai sontuosi abiti, e l'occultamento delle forme del corpo, hanno fatto talvolta parlare di Revival Gotico, un ritorno alle caratteristiche del Gotico internazionale.
Tipiche di Bouts sono anche la preferenza per le inquadrature e composizioni verticali. Celebri sono anche i suoi ritratti.
La morte avvenne il 6 maggio 1475; Bouts fu sepolto nella Minderbroerderskerk, chiesa dei Francescani che sorgeva vicino alla sua abitazione. La sua bottega fu ereditata dal primogenito Dieric il giovane, mentre Albrecht conduceva una bottega indipendente.

## Opere
- Cristo in casa di Simone il Fariseo, 1440 circa, olio su tavola di quercia, 40,5×61 cm, Berlino, Gemäldegalerie
- Trittico della vita della Vergine, 1445 circa, olio su tavola di quercia, 80×224 cm, Madrid, Museo del Prado
- Deposizione nel sepolcro, 1450 circa, 90,2×74,3 cm, Londra, National Gallery
- Arrivo della anime in Paradiso, 1450, olio su tavola di quercia, 115×69,5 cm, Lilla, Musée des Beaux-Arts
- Dannati dell'Inferno, 1450, olio su tavola di quercia, 115×69,5 cm, Lilla, Musée des Beaux-Arts
- Resurrezione di Cristo, 1450-1460, tempera su tela, 89×72,5 cm, Pasadena, Norton Simon Museum of Art
- Polittico della Passione, 1455 circa, olio su tavola di quercia, 191x145 cm, Granada, Museo de la Capilla Real
- Madonna col Bambino, 1455-1460, olio su tavola di quercia, 29×20 cm, Venezia, Museo Correr
- Dittico della Giustizia dell'imperatore Ottone, 1460 circa, olio su tavola di quercia, 324×182 cm (ciascuna tavola), Bruxelles, Musées Royaux des Beaux-Arts
- Compianto sul Cristo morto, 1460 circa, olio su tavola di quercia, 69×49 cm, Parigi, Musée du Louvre
- Ritratto di uomo, 1460-1470, olio su tavola di quercia, New York, Metropolitan Museum of Art
- Ritratto d'uomo, 1462, olio su tavola di quercia, 31×20 cm, Londra, National Gallery
- Ecce Agnus Dei, 1462-1464, olio su tavola di quercia, 53,8×41,2 cm, Monaco, Alte Pinakothek
- Trittico del Martirio di sant'Erasmo, 1458, olio su tavola di quercia, 34×158 cm, Lovanio, collegiata di San Pietro
- Trittico dell'Ultima Cena[3], 1464-1468, olio su tavola di quercia,185×294 cm, Lovanio, collegiata di San Pietro
- Madonna che allatta il Bambino, 1465 circa, olio su tavola di quercia, 37,1×27,6 cm, Londra, National Gallery
- Madonna col Bambino, 1465-1470, olio su tavola di quercia, 28,5×20 cm, Madrid, Museo Thyssen-Bornemisza
- Trittico di sant'Ippolito, 1468 circa, olio su tavola di quercia, 90×89,2 cm (pannello centrale), 92×41 cm (pannelli laterali), Bruges, Museo della cattedrale di San Salvatore